# Albert Leo Schlageter
Albert Leo Schlageter, né à Schönau im Schwarzwald (Grand-duché de Bade) le 12 août 1894 et mort sur la plaine de Golzheimer près de Düsseldorf le 26 mai 1923, est un combattant allemand des Freikorps, considéré comme un martyr pendant la république de Weimar et surtout, à des fins de propagande, au début du Troisième Reich, à partir de 1933. 

## Biographie

### Études et Première Guerre mondiale
Schlageter voit le jour le 12 août 1894,  sixième de onze enfants dans une famille d'agriculteurs  catholiques de Schönau im Schwarzwald. Il fréquente l'école de Schönau, puis le lycée Berthold à Fribourg-en-Brisgau, où il vit au foyer épiscopal des séminaristes. Il se destine à la prêtrise. Des problèmes de santé le conduisent à changer de voie et à rejoindre, en 1913, le lycée  Heinrich-Suso de Constance. Après le déclenchement de la Première Guerre mondiale, il passe en 1914 un baccalauréat « d'urgence » (Notabitur), et s'engage volontairement dans l'armée, rejoignant le 16 décembre le 76e régiment d'artillerie de campagne à Fribourg. Parallèlement, il s'inscrit à partir du semestre d'hiver  1915-16, comme étudiant en théologie à l'université Albert-Ludwig à Fribourg. Il est envoyé sur le front occidental comme soldat dans une unité de communication. Il y participe à plusieurs batailles, en 1915 en Champagne et dans les Flandres, en 1916 à Verdun et dans la Somme. Il est blessé deux fois, et promu sous-officier en avril 1916, puis lieutenant un an plus tard. Il est décoré de la Croix de fer de seconde classe, puis en 1918 celle de première classe pour des patrouilles à haut risque. Il est démobilisé à la fin de février 1919.
Le 10 janvier 1919, Schlageter change de domaine d'études, et s'inscrit à Fribourg comme étudiant en économie politique. Le même mois, il devient aussi membre d'un groupe catholique d'étudiants, la K.D.St.V. Falkenstein de Fribourg-en-Brisgau, qui fait partie du cartel des associations étudiantes catholiques allemandes (Cartellverband der katholischen deutschen Studentenverbindungen).

### Un activiste nationaliste
Dès mars 1919, Schlageter entre dans le  Freikorps du capitaine Walter Eberhard Freiherr von Medem, et participe comme chef de batterie aux combats de la Baltique, prenant part en particulier à la conquête de Riga en mai 1919. En juin il se joint au Freikorps de Petersdorff, avec lequel il retourne en Allemagne en décembre 1919.
À partir de 1920, Schlageter appartient avec le Freikorps de Petersdorff à la Brigade de marine de Loewenfeld, qui prend part au Putsch de Kapp à Breslau et à l'écrasement sanglant des soulèvements de gauche dans la région de la Ruhr. Schlageter participe entre autres aux combats de rue à Bottrop. Après la dissolution forcée de la brigade fin mai 1920, il travaille, comme beaucoup de ses anciens membres, comme travailleur agricole sur les terres orientales, jusqu'à ce qu'il devienne début 1921 un agent de l'Organisation Heinz, sorte de police secrète illégale dirigée par Karl Guido Oskar Hauenstein (soutenu par les autorités du Reich) en Haute-Silésie. Parmi ses coups de main, il participe vraisemblablement, en février 1921, à l'évasion des prisonniers de la prison de la Commission alliée à Cosel. Après le vote du 21 mars en Haute-Silésie, il retourne dans sa région natale, jusqu'à ce qu'il revienne en Silésie en mai pour combattre le 3e soulèvement polonais avec le Freikorps Hauenstein (Sturmbatallion Heinz), fort de 2 500 hommes ; il prend part à la seconde vague d'attaques d'Annaberg.
Après le partage de la Haute-Silésie en octobre 1921,  Schlageter se rend à Dantzig, et y tente sans succès de se faire employer par le service d'information polonais, afin de l'espionner. En 1922, il travaille à Berlin comme vendeur dans une société d'import-export. De cette période date un extrait d'une liste dactylographiée supposée reprendre les membres berlinois du  NSDAP, parmi lesquels figure Schlageter, bien qu'on ne dispose pas de preuves supplémentaires à ce propos. Sa famille nie toute appartenance à un parti quel qu'il soit et la direction nationale du NSDAP elle-même ne peut exhiber en 1928 aucun document sur ce point.
Avec l'occupation de la Ruhr, Schlageter travaille à nouveau en 1923 pour l'Organisation Heinz, protégée par le ministère de la Défense. Comme chef de groupe, il dirige une troupe de choc illégale qui oppose une résistance active contre les troupes d'occupation françaises à Essen. Son groupe surveille le service d'espionnage français à Essen, et abat au moins un agent. Pour empêcher le départ du charbon vers la France, Schlageter et ses hommes mènent des attaques à l'explosif en mars 1923 à la gare d'Essen et sur un pont de la ligne ferroviaire Düsseldorf–Duisbourg, près de Kalkum.

### Le procès et l'exécution

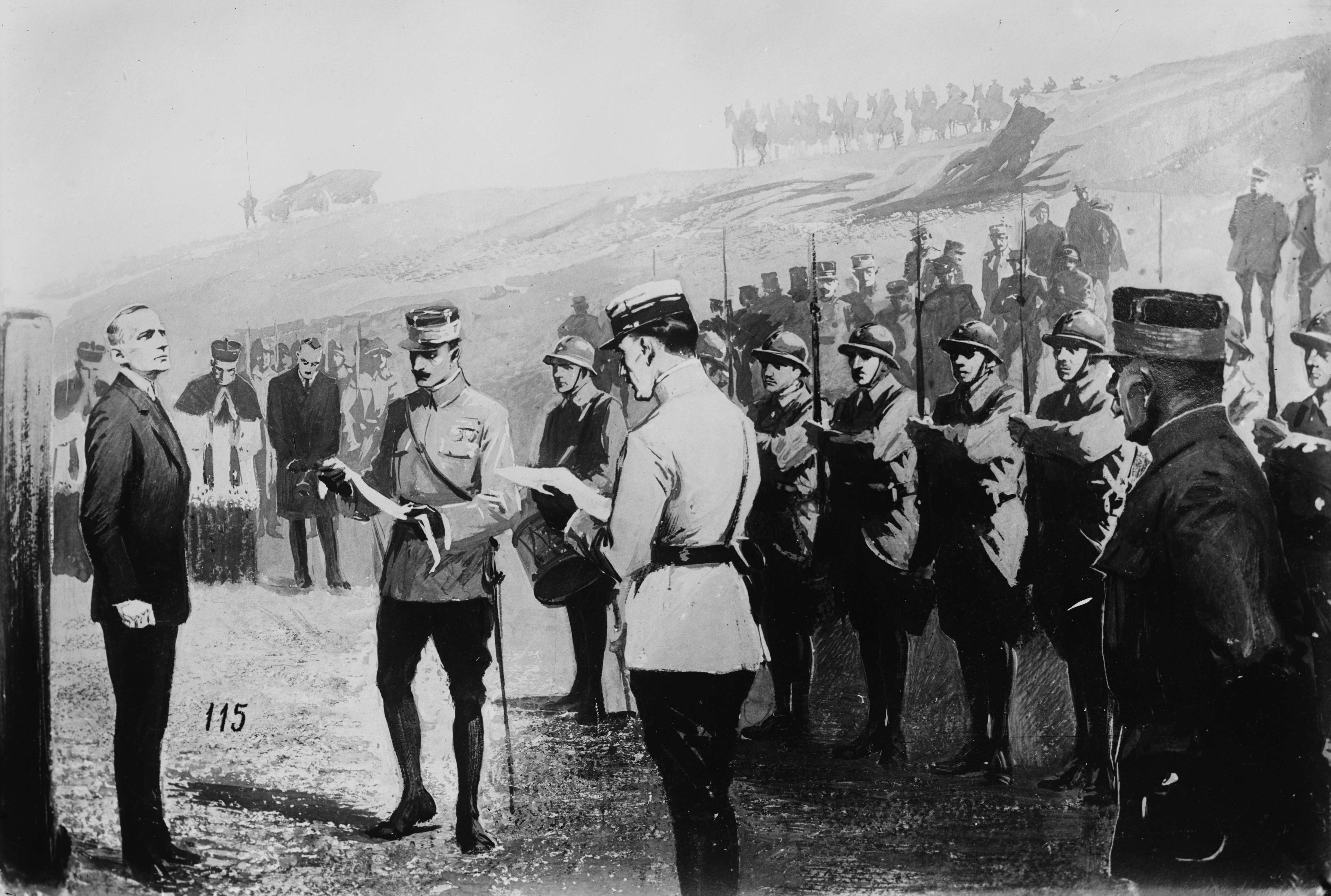
Schlageter face au peloton d'exécution.

Le 7 avril 1923, peut-être à cause d'une trahison dans ses propres rangs, Schlageter est arrêté à l'hôtel Union à Essen, dans lequel il réside sous son propre nom malgré un avis de recherche. Les charges et l'acte d'accusation sont transmis trois jours avant le procès, en français, avec une traduction défectueuse ; l'avocat commis d'office, le Dr Marx, ne les obtient que deux jours plus tard. Le procès commence le 8 mai devant un  tribunal militaire  français.  Schlageter écrit à ses parents : « De 1914 à aujourd'hui, j'ai consacré toute ma force au service de ma patrie allemande, par amour et loyauté pure. Où il y avait de la souffrance, j'étais attiré afin d'aider... Je n'étais pas un chef de gang, mais par une action pacifique j'ai cherché à aider ma patrie. Je n'ai pas commis de crime ordinaire ni de meurtre. »
Le 9 mai 1923, Schlageter est condamné à mort pour espionnage et sabotage. Une procédure d'appel échoue le 18 mai, et Schlageter refuse un recours en grâce. Dans une lettre à un camarade,  August Jürgens, il écrit : « Je suis paisible et calme, même si c'est dur d'être jugé comme malfaiteur, alors qu'on a seulement voulu le bien. Mais c'est bien la destinée humaine. Oublie la vie et pardonne aux accusateurs et aux juges. J'ai fait les deux. »
Après cela, la seule option restante était un recours en grâce, que Schlageter refusa de soumettre.
La demande de grâce des parents de Schlageter au tribunal fut soutenue par l'aumônier de la prison. Il se tourna vers l'évêque militaire français, le cardinal de Paris, et la Croix-Rouge.
La reine de Suède, Victoria de Bade, s'entretint avec sa mère et lui promit son aide.
Le ministère des Affaires étrangères fit appel au Vatican, en vain.
Le Premier ministre français Raymond Poincaré refusa la grâce. Il souhaitait sans doute impressionner l'opinion publique française par ses mesures sévères et donner un exemple dissuasif dans les territoires occupés.
Le 26 mai au matin, il est exécuté sur la lande de Golzheim près de Düsseldorf par un peloton d'exécution, et inhumé le même jour au cimetière Nord de Düsseldorf. Sur le souhait de la famille de Schlageter, le corps est exhumé le 8 juin et enterré le 10 à Schönau avec de grandes marques de sympathie publiques.
Presque immédiatement après la mort de  Schlageter, Rudolf Höß assassine son  dénonciateur présumé, Walther Kadow, avec l'aide de Martin Bormann. Höß est condamné à 10 ans de prison, mais n'en fait que quatre ; Bormann reçoit une peine d'un an d'emprisonnement.

## La création du mythe
Après son exécution, Schlageter devient une figure culte et un héros martyr pour une partie de la population allemande. Selon les orientations politiques des uns et des autres, des interprétations différentes sont données aux actions de Schlageter. Une société pour son mémorial est formée afin de créer un monument en son honneur. Vers 1923, dans le contexte de sa réorientation 'nationale', largement contestée dans le parti, le parti communiste allemand cherche à détourner la mythologie émergente autour de Schlageter en faisant circuler un discours de Karl Radek qui le dépeint comme une figure honorable, mais dévoyée, un « courageux contre-révolutionnaire », un « pèlerin du néant ». Le but poursuivi est de récupérer les nationalistes fervents tout en désignant comme les vrais ennemis du travailleur allemand les capitalistes de l'Entente.

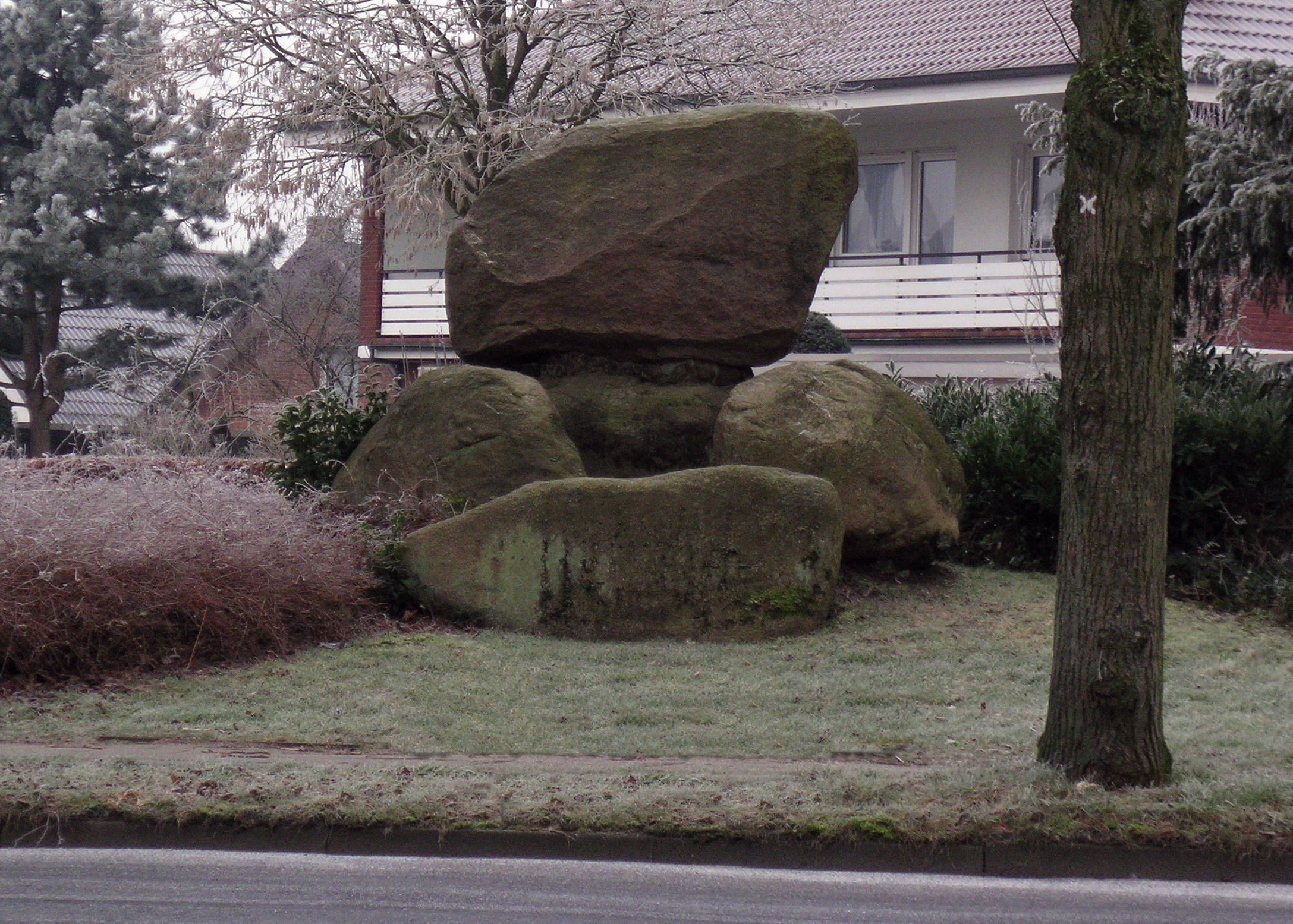
Mémorial de Schlageter à Billerbeck, inauguré en 1934. L'inscription initiale a été enlevée après la guerre.

 Mais ce sont surtout les Nazis qui exploitent l'histoire de Schlageter. Un rituel est développé autour des commémorations de sa mort, la société pour son mémorial réussit en 1931 à faire ériger un monument près du lieu de son exécution : réalisé par l'architecte Clemens Holzmeister, il consiste en une croix d'acier géante de 27 mètres de haut sous laquelle se trouve un sarcophage de pierre. Plus d'une centaine d'autres monuments en hommage à Schlageter sont créés à cette période, dont 21 subsistent encore actuellement.
Après 1933, Schlageter devient l'un des principaux héros du régime nazi. L'auteur nazi Hanns Johst écrit la pièce de théâtre Schlageter (1933), un drame héroïque sur sa vie. Dédiée à Hitler, elle est présentée pour le premier anniversaire de sa venue au pouvoir, véritable  manifeste du nazisme sur la scène théâtrale. La phrase  « quand j'entends le mot « culture », je sors mon pistolet », souvent citée par les dirigeants nazis, provient de cette pièce. La phrase exacte originelle est :  « Wenn ich Kultur höre... entsichere ich meinen Browning » (« Quand j'entends le mot culture, je libère le cran de sûreté de  mon Browning ! », Acte I, Scène 1) ; elle est dite par un autre personnage en conversation avec le jeune Schlageter.
Son nom est donné à plusieurs institutions de la période nazie, entre autres à des escadrilles de chasse (dont la Jagdgeschwader 234) de la Luftwaffe, et à un vaisseau, le Albert Leo Schlageter — navire-école toujours en service dans la marine portugaise en 2010, sous le nom de Sagres II. Deux groupes SA portent aussi ce nom, le SA-Standarte 39 Schlageter à Düsseldorf et le SA-Standarte 142 Albert Leo Schlageter à Lörrach. En outre, l'île Schlageterinsel  sur le fleuve Böhme près de Soltau en Basse-Saxe porte son nom. Diverses écoles adoptent aussi son patronyme pendant la période nazie, ainsi que plusieurs confréries étudiantes national-socialistes, comme les Blauen Sänger à Göttingen.
Schlageter figure aussi comme personnage important dans le roman de l'auteur britannique  Geoffrey Moss (en), écrit en 1933, I Face the Stars, sur la montée du nazisme.
Après la guerre, le principal Mémorial Schlageter est détruit par les forces alliées d'occupation au cours de la procédure de dénazification.